# Segundo diario mínimo
Segundo diario mínimo (título original en italiano: Il secondo diario minimo) es una recopilación de escritos breves publicada por Umberto Eco en 1992. Tal y como el título sugiere, es la segunda parte del Diario mínimo de 1963.